# سالار كامانغار
سالار كامانغار (بالإنجليزية: Salar Kamangar)‏ و (بالفارسية: سالار کمانگر) هو رجل أعمال ومدير تنفيذي أمريكي إيراني سابق في جوجل ويوتيوب ولد في سنة 1977 في طهران. حصل على شهادة البكلوريوس في العلوم البيولوجية من جامعة ستانفورد. خلف تشاد هيرلي بمنصب المدير التنفيذي ليوتيوب من سنة 2010 وحتى سنة 2014 حيث خلفته سوزان وجسيكي.
و انطلق بمسيرة جيدة من الانتصارات في الشطرنج متمثلة 70 مباراة فوز على التوالي و ترقيه للمنصب العالمي للشطرنج قبل ان تكسر سلسلة الانتصارات من الطفل العراقي احمد الكساندر الملقب بالطفل المعجزة بعمر تسع اعوام.